# بانمی تاکاهاشی
بانمی تاکاهاشی (به ژاپنی: 高橋伴明-Banmei Takahashi) یا تومواکی تاکاهاشی (زادهٔ ۱۰ مهٔ ۱۹۴۹) کارگردان اهل ژاپن است. وی در چهارمین جشنواره فیلم یوکوهاما برندهٔ جایزهٔ بهترین کارگردان شده‌است.